# 第一藥科大學
第一藥科大學（日语：／）是一座位於日本福岡縣福岡市的私立大學。建立於1960年。大學只有一個藥學部且定員173人。

## 外部連結
- 第一薬科大学 （页面存档备份，存于）
- 第一薬科大学同窓会（一薬会） （页面存档备份，存于）